# Épave de Douvres
L'épave de Douvres est le nom donné à un bateau de l'âge du bronze, mis au jour en 1992 lors de fouilles consécutives à des travaux routiers à Douvres en Angleterre. Ce bateau, dont près de 9 m ont pu être préservés, le reste du navire se trouvant sous un immeuble, est un bateau cousu datant du Bronze moyen, vers 1500 av. J.-C.
Il était probablement destiné à naviguer sur la Manche. Il devait, à l'origine, mesurer de 14 à 18 m de long pour 3 m de large et embarquer près de 2 tonnes de fret. Son équipage devait compter une quinzaine de membres. Antérieur de deux siècles à l'épave d'Uluburun, il s'agit, en 2012, du plus ancien navire maritime retrouvé.
Le navire a été prélevé et a fait l'objet d'un programme de préservation. Il est exposé au musée de Douvres où un espace lui est spécifiquement dédié. Le programme de recherche européen « BOAT 1550 BC » doit aboutir à une reconstitution du navire.